# Porcellana (Noemi)
Porcellana è un singolo della cantante italiana Noemi, pubblicato il 13 aprile 2018 come quarto estratto dal sesto album in studio La luna.

## Descrizione
Il testo della canzone affronta il tema dei disturbi d'ansia, in particolare degli attacchi di panico, di cui la cantante ha sofferto:
Il brano è stato scritto da Emiliano Cecere e Diego Calvetti, ed è interpretato da Noemi al maschile ("Scende la notte / Quando mi guardo nello specchio e sono stanco...").

## Video musicale
Il videoclip è stato pubblicato il 16 aprile 2018 sul canale Vevo-YouTube della cantante.

## Classifiche
| Classifica (2018)         | Posizione massima |
| ------------------------- | ----------------- |
| Italia (airplay italiana) | 27                |